# Manuel de Elías
Manuel Jorge de Elías Mondragón (Ciudad de México, 5 de junio de 1939) es un compositor, director de orquesta de música clásica y académico mexicano.

## Estudios
Estudió piano y composición con su padre Alfonso de Elías (1902-1984) en el Conservatorio Nacional y en la Escuela Nacional de Música de la Universidad Nacional Autónoma de México (UNAM). Posteriormente realizó cursos en los Estados Unidos y en Europa.

## Director y académico
Fue director asistente de la Orquesta Sinfónica Nacional colaborando con Luis Herrera de la Fuente de 1968 a 1972. En 1980 fundó la Orquesta Sinfónica de Veracruz la cual dirigió hasta 1982. Fue director titular de la Orquesta de Cámara de Bellas Artes de 1984 a 1987 y fundador de la Orquesta Filarmónica de Jalisco de 1988 a 1990. Por otra parte ha sido director huésped de diversas orquestas en  Argentina, Bélgica, Cuba, El Salvador, España, Francia, Guatemala, Polonia y Suiza.
En 1988 promovió la creación del Colegio de Compositores Latinoamericanos de Música de Arte, del cual es miembro de número. Es miembro de honor de la Unión Nacional de Escritores y Artistas de Cuba. En 1995 fundó el Consejo Mexicano e la Música, del cual fue nombrado presidente honorario. En 2001 fue nombrado miembro del Consejo Consultivo del Festival Internacional Cervantino.

## Premios y distinciones
- Medalla Mozart otorgada por la embajada de Austria en México, en 1991.
- Premio Nacional de Ciencias y Artes en el área de Bellas Artes otorgado por la Secretaría de Educación Pública en 1992.
- Miembro de número de la Academia de Artes desde 1992.
- Miembro de número del Colegio de Compositores Latinoamericanos de Música de Arte.
- Creador Emérito por el Sistema Nacional de Creadores de Arte del Fondo Nacional para la Cultura y las Artes desde 1993.
- Homenaje Cervantivo durante la 33a. edición del Festival Internacional Cervantino en 2005.
- Medalla de Oro de Bellas Artes por el Instituto Nacional de Bellas Artes en 2009.

## Obras
Cuenta con más de 200 obras de diversos géneros musicales, entre sus composiciones se encuentran:
- Ocho sonantes para orquesta
- Concertante para violín y orquesta
- Concierto coyoacanense para guitarra y orquesta
- Concierto para violonchelo
- Balada concertante para trombón, cuerdas y percusiones
- Mictlán-Tlatelolco para orquesta de cuerdas
- Canciones del ocaso para mezo y orquesta
- Conmemoraciones para orquesta
- Múisca a Siete (para flauta, clarinete, violín, viola violoncello, timbales y pianoforte) (1996)
- Tri-Neos (para clarinete, fagot y pianoforte) (1991)